# Trachurus delagoa
Trachurus delagoa es una especie de peces de la familia Carangidae en el orden de los Perciformes.

## Morfología
• Los machos pueden llegar alcanzar los 35 cm de longitud total.

## Distribución geográfica
Se encuentra en Mozambique, Sudáfrica y al sur de Madagascar.